# 延岡市警察
延岡市警察（のべおかしけいさつ）は、かつて存在した宮崎県延岡市の自治体警察。

## 概要
従来の宮崎県警察部が解体され、1948年（昭和23年）3月7日に延岡市警察署が設置された。
1954年（昭和29年）に新警察法が公布された。これにより国家地方警察と自治体警察が廃止され、新たに都道府県警察として宮崎県警察本部が発足。延岡市警察も宮崎県警察に統合され、姿を消した。